# Yukikoa
Yukikoa es un género de coleóptero de la familia Cantharidae.

## Especies
Las especies de este género son:
- Yukikoa akitai
- Yukikoa kamezawai
- Yukikoa kanekoi
- Yukikoa masatakai
- Yukikoa mizunoi
- Yukikoa onzuiensis
- Yukikoa watanabei